# Gold Harbour

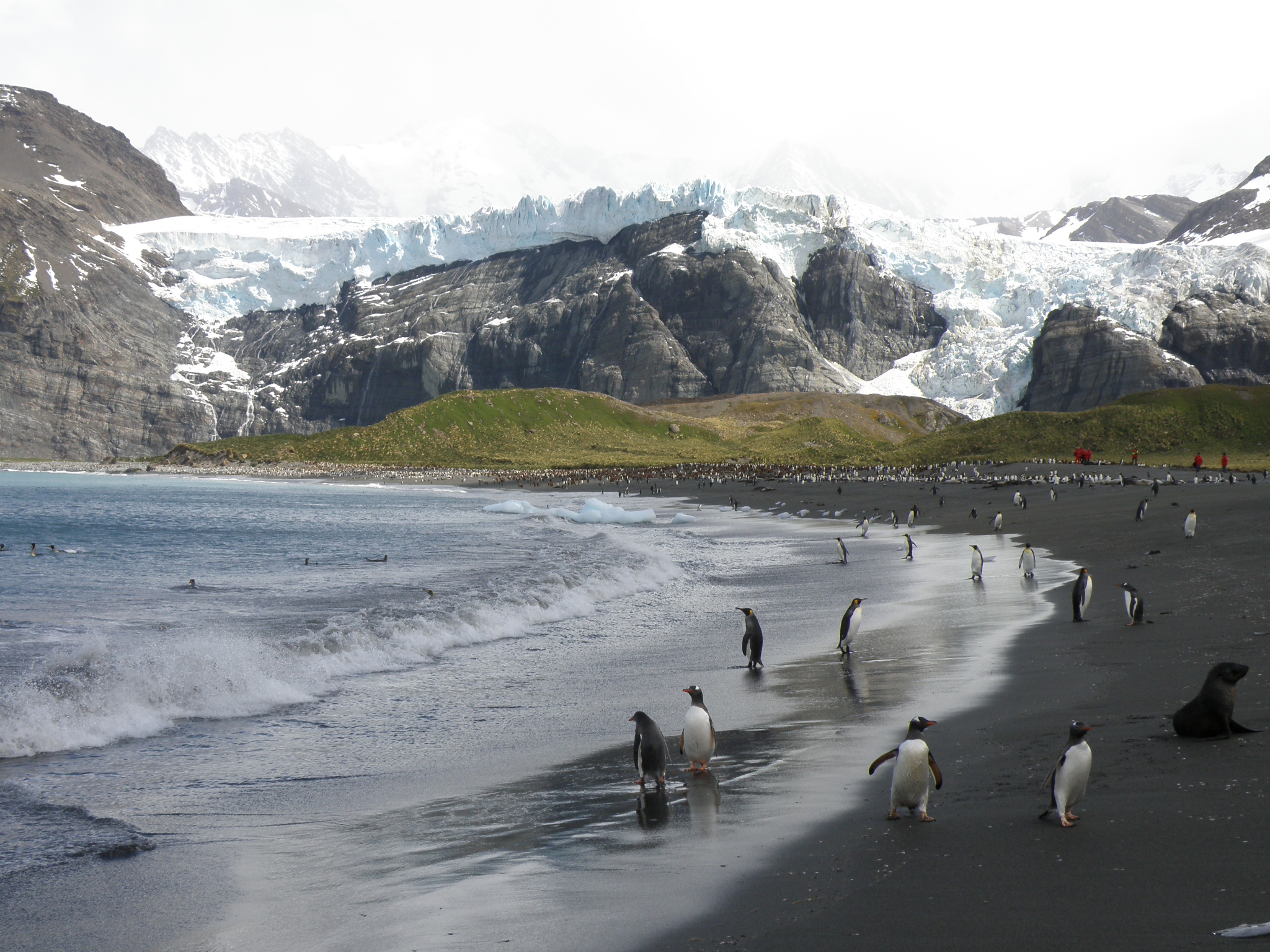
La plage et la rookerie

Gold Harbour est une petite baie située à 8 km au sud-sud-ouest du cap Charlotte sur la côte Sud-Est de la Géorgie du Sud, en Atlantique Sud.
Appelée successivement « Anna's Bay », « Gold-Hafen », « Sandwich Bay » ou « Forlris Bay », sa dénomination de Gold harbour (Port d’or) semble avoir été retenue car c’est celle qu’utilisaient communément les chasseurs de phoques et de baleines. Ce nom lui viendrait des couchers de soleil sur le glacier Bertrab qui surplombe la plage.

## Description

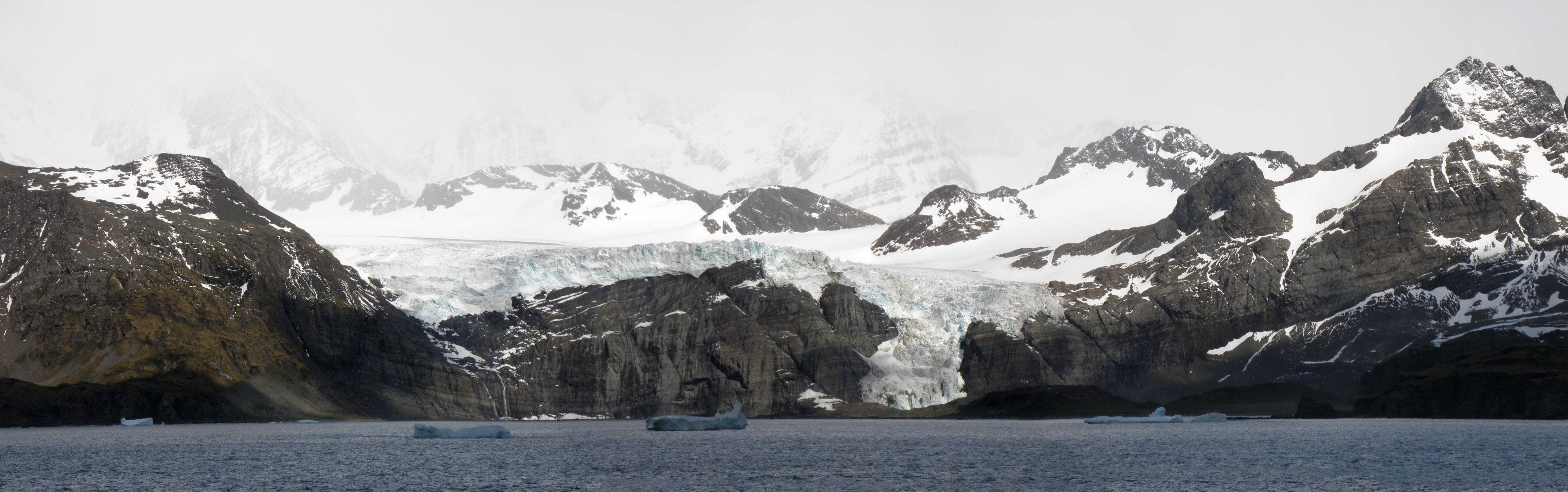
Les falaises et le glacier ferment la baie

La baie de Gold harbour est fermée par un amphithéâtre de glaciers suspendus et de falaises au pied des monts de la chaîne Salvesen. Le retrait rapide du glacier Bertrab y a laissé une série de lagunes, dont la plus grande est barrée par les dépôts d’une ancienne moraine à l’ouest de la baie.
L'entrée nord de la baie, qui est la seule zone autorisée au débarquement des passagers des navires de croisière, est protégée par une île appelée « Gold head » et une série de promontoires qui font saillie à l'est.
À proximité, quelques affleurements rocheux, dont certains sont partiellement submergés à marée haute et présentent un danger pour la navigation, prolongent la plage au Nord de la baie. Les intempéries, les vents catabatiques et les icebergs échoués ou errants sont d'autres sources de risques dans ces parages. 

## Faune
Avec des résidents permanents comme le manchot royal, le manchot papou, le manchot à jugulaire, l’albatros fuligineux, le puffin à menton blanc, le cormoran impérial, le pétrel géant, le chionis blanc, le goéland dominicain, le labbe brun, … ou occasionnels comme le canard de Géorgie du Sud ou le sterne arctique, la plage est un paradis pour les ornithologues.
L’éléphant de mer du sud et l’otarie de Kerguelen y sont chez eux, au contraire du rat brun importé par les baleiniers. Les mammifères marins s’y reproduisent, particulièrement à l’ouest de la plage là où se déversent les eaux de fonte du glacier ou ils aiment se rafraîchir lors de l'été austral.
N'étant plus pourchassés, tous ces animaux peuvent être observés par les passagers des navires de croisière pour lesquels Gold harbour est un mouillage obligé. 

## Flore
La rookerie s’étend entre les promontoires au nord et la lagune au sud, sur une plaine  couverte de touffes de tussack, parsemée de flaques et de bassins alimentés par les écoulements du glacier.
Autour de la plaine de tussack, les pentes plus raides sont parsemées d’une végétation plus rare caractéristique des sols de type fellfield, des marécages subantarctiques et de la toundra.
Les récifs isolés qui bordent le littoral autour de l’îlot de Gold Head fixent des bancs de kelp, terrain de jeu favoris des otaries. 